# Kirkheaton, Northumberland
Kirkheaton är en ort i civil parish Capheaton, i grevskapet Northumberland i England. Orten är belägen 16 km från Hexham. Kirkheaton var en civil parish 1858–1955 när det uppgick i Capheaton. Civil parish hade 70 invånare år 1951.